# Dorcadion thianshanense
Dorcadion thianshanense là một loài bọ cánh cứng trong họ Cerambycidae.